# Hoàng Hữu Như
Hoàng Hữu Như (1932 - 2009) là một Giáo sư, Tiến Sĩ Toán học Việt Nam, ông là một trong những người nghiên cứu Lý thuyết Xác suất và Thống kê Toán học hiện đại đầu tiên ở Việt Nam.

## Cuộc đời và sự nghiệp
Hoàng Hữu Như sinh ngày 06/08/1932 tại thôn Đông Thái, xã Tùng Ảnh, huyện Đức Thọ, Hà Tĩnh.
Trước năm 1950 ông là học sinh trường phổ thông Huỳnh Thúc Kháng.
Từ 1950 đến 1956 ông tham gia bộ đội chống Pháp.
Từ 1956 đến 1959 ông là sinh viên Khoa Toán trường Đại học Tổng hợp Hà Nội.
Từ năm 1959 đến năm 1962, ông là sinh viên và từ 1964 − 1967 là nghiên cứu sinh chuyên ngành Xác suất & Thống kê tại Khoa Toán-Cơ Đại học Lômônôxốp, Matxcơva (Nga). Luận văn tiến sĩ (1966) của ông có nhan đề "Об устойчивости некоторых теорем о характеризации распределений вероятностей" (Về sự ổn định của các định lý về các đặc trưng của phân phối xác suất). Có lẽ ông là người Việt Nam thứ hai có bằng tiến sĩ trong ngành xác suất thống kê sau Bùi Trọng Liễu (bảo vệ luận án năm 1959).
Từ 1967 đến 1997 ông về làm cán bộ giảng dạy tại Khoa Toán Cơ đại học Tổng hợp Hà Nội, trong đó thời gian 1970 − 1980 ông là phó chủ nhiệm Khoa và là chủ nhiệm Khoa từ 1981 đến 1991.
Giáo sư Hoàng Hữu Như bảo vệ tiến sỹ năm 1966, được công nhận phó giáo sư năm 1980 và giáo sư năm 1991. Giáo sư Hoàng Hữu Như đã được nhà nước trao tặng huân chương Chiến thắng hạng ba, huân chương Chống Mỹ cứu nước hạng nhất, huy hiệu Vì thế hệ trẻ và danh hiệu Nhà giáo ưu tú (năm 2009).
Ông qua đời ngày 04/12/2009.

## Tác phẩm
Ông đã công bố tám bài báo khoa học, viết một số giáo trình về Xác suất Thống kê, từ đó phổ biến việc giảng dạy Xác suất thống kê ở Việt Nam.
Các sách ông đã viết
1. Lý thuyết xác suất và các kết luận thống kê / Hoàng Hữu Như, Nguyễn Duy Tiến. - H.: Khoa học, 1969. 223 Tr.
2. Ứng dụng xác suất thống kê trong y, sinh học / Lê Khánh Trai, Hoàng Hữu Như. - Hà Nội: Khoa học và Kỹ thuật, 1979. 200 tr.
3. Bài tập lý thuyết xác suất và thống kê toán / Hoàng Hữu Như; Nguyễn Văn Hữu. H.: ĐH & THCN, 1976. 590 tr.
4. Thống kê toán học: Sách giáo khoa dùng cho học sinh năm cuối và nghiên cứu sinh / Hoàng Hữu Như. H.: ĐH và THCN, 1984. 506 tr.
5. Thống kê toán học / Nguyễn Văn Hữu, Đào Hữu Hồ, Hoàng Hữu Như. H.: ĐHQGHN, 2004. 392 tr.
6. Từ điển toán học / Hoàng Hữu Như, Lê Đình Thịnh. H.: Khoa học và Kỹ thuật, 1993, 735 Tr.

Trong đó cuốn "Lý thuyết Xác suất và các kết luận Thống kê", có lẽ là giáo trình đại học về Xác suất & Thống kê đầu tiên ở Việt Nam. Ông cũng dịch một bộ ba tập giải tích và cộng tác dịch bốn quyển sách khác về giải tích và xác suất thống kê.